# Enrico Rivolta
Enrico Rivolta (født 29. juni 1905 i Milano, død 18. marts 1974 i Milano) var en italiensk fodboldspiller, som deltog i de olympiske lege 1928 i Amsterdam.
Rivolta, der var midtbanespiller, spillede størstedelen af sin karriere for Inter (1922-1933) og var dermed med til at blive italiensk mester i 1922-1923 og 1929-1930. Frem til 1939 spillede han for SSC Napoli, A.C. Milan og AC Crema 1908.
Han debuterede på det italienske landshold i 1928 i en kamp i den mellemeuropæiske internationale turnering. Han kom derefter med til OL 1928, hvor han spillede Italiens første fire kampe: Sejren over Frankrig med 4-3, uafgjort med 1-1 mod Spanien i den første kvartfinale, sejr i omkampen tre dage senere med 7-1 (hvor han scorede et af målene) samt nederlaget i semifinalen mod Uruguay med 2-3. Uruguay vandt turneringen med finalesejr over Argentina, mens Italien vandt bronze med en 11-3-sejr over Egypten (uden Rivolta). Rivolta spillede yderligere et par venskabskampe og nåede op på i alt otte landskampe.